# With the Dead
With the Dead je anglická stoner/doommetalová hudební superskupina. Založil ji zpěvák Lee Dorrian po rozpadu své předchozí kapely Cathedral. V původní sestavě dále figurovali kytarista a baskytarista Tim Bagshaw a bubeník Mark Greening, oba bývalí členové skupin Ramesses a Electric Wizard.
Debutové eponymní studiové album With the Dead kapela vydala u Dorrianova vydavatelství Rise Above Records dne 16. října 2015. V lednu 2016 byl z kapely vyhozen Mark Greening a za náhradníka byl vybrán Alex Thomas. Bagshaw se v té době rovněž přestal věnovat hře na baskytaru a do této role byl nasazen nový člen Leo Smee, který řadu let působil v Dorrianově kapele Cathedral. Svou druhou desku Love from With the Dead soubor vydal v září roku 2017.

## Diskografie
Studiová alba
- With the Dead (2015)
- Love from With the Dead (2017)

Singly
- Vessel of Solitude (2017)
- Anemia (2017)